# Северное Тушино (парк)
Парк «Северное Тушино» (Государственное автономное учреждение культуры г. Москвы «Музейно-парковый комплекс „Северное Тушино“») — парк, расположенный на территории муниципального округа Северное Тушино на северо-западе Москвы между улицей Свободы и Химкинским водохранилищем. Ближайшие станции метро — «Сходненская» и «Планерная». Образован в 1992 году на месте Захарковского сада, насаженного в 1950-х гг. как колхозный яблонево-грушевый сад.
В парке проводится большое количество мероприятий, как государственных праздников, так и фестивалей, концертов, соревнований и интерактивных программ.
Директором парка «Северное Тушино» является Каньшина Анна Сергеевна.

## История местности
Территория парка, ныне находящаяся на берегу канала имени Москвы, до 1937 г. представляла собой берег реки Химки. На территории парка найдена неолитическая стоянка III—II тысячелетия до н. э. и селище раннего железного века (I—III вв.), верхние слои которого принадлежат уже славянскому поселению конца I тысячелетия н. э. С XVII по XX века эта территория представляла собой местность между деревнями Алёшкино и Захарково; нынешний залив представляет собой остатки большого оврага с протекавшим в нём Захарковским ручьём, который начинался в районе станции метро «Планерная».

## Реконструкция 2013 года
В 2013 году на территории парка «Северное Тушино» прошла комплексная реконструкция, которая придала парку современный вид. Обустроена центральная площадь, продлена набережная вдоль Химкинского водохранилища.
Современная инфраструктура парка включает в себя детские площадки (в том числе тематические: например, площадка «ДНК/Космос»), спортивные зоны (площадки для баскетбола, волейбола, мини-футбола, воркаут, вейкбординг), кафе. На берегу водохранилища оборудован песчаный и травяной пляж с шезлонгами и перголами. В теплое время года открывается понтонный бассейн. Работает парк аттракционов и прокат. Создана сеть велодорожек.
В парке проложены пешеходные аллеи, стоят лавочки для отдыха. Территорию освещают фонари, работающие от солнечных батарей. Для проведения мероприятий оборудована сцена.

## Достопримечательности
В 1999 году в парке создана аллея в честь 200-летнего юбилея поэта Александра Сергеевича Пушкина. На аллее располагается памятный камень.
В 2006 году на территории парка «Северное Тушино» был открыт музейный комплекс, посвященный истории военно-морского флота России (Музей ВМФ). Среди экспонатов музея: подводная лодка Б-396 «Новосибирский комсомолец», амфибийный десантно-штурмовой катер на воздушной подушке «СКАТ» и экраноплан «Орлёнок».

## Галерея музея ВМФ
- «Орлёнок»
- «Новосибирский комсомолец»
- «Скат»

## Общая галерея
- Главный вход
- Главный вход в парк до реконструкции 2013 года
- Мемориальный камень в честь 200-летия со дня рождения А. С. Пушкина
- В парке
- Захарковский сад — часть парка
- Захарковский сад
- Набережная парка
- Химкинское водохранилище в парке
- Плавучий ресторан в парке «Северное Тушино»